# Lijst van voetbalinterlands Armenië - El Salvador
Deze lijst van voetbalinterlands is een overzicht van alle officiële voetbalwedstrijden tussen de nationale teams van Armenië en El Salvador. De landen speelden tot op heden een keer tegen elkaar: een vriendschappelijke wedstrijd, die werd gespeeld op 1 juni 2016 in Carson (Verenigde Staten).

## Wedstrijden
| № | Plaats | Datum       | Competitie        | Wedstrijd             | Uitslag |
| - | ------ | ----------- | ----------------- | --------------------- | ------- |
| 1 | Carson | 1 juni 2016 | Vriendschappelijk | El Salvador – Armenië | 0 – 4   |

## Samenvatting
| Competitie        | Totaal gespeeld | Winst Armenië | Gelijk | Winst El Salvador | Doelsaldo Armenië – El Salvador |
| ----------------- | --------------- | ------------- | ------ | ----------------- | ------------------------------- |
| Vriendschappelijk | 1               | 1             | 0      | 0                 | 4 − 0                           |
| Totaal            | 1               | 1             | 0      | 0                 | 4 − 0                           |

Wedstrijden bepaald door strafschoppen worden, in lijn met de FIFA, als een gelijkspel gerekend.

## Details

### Eerste ontmoeting
| Vriendschappelijk (Carson, Verenigde Staten, 1 juni 2016):                            |       |                                                                                             |
| El Salvador                                                                           | 0 – 4 | Armenië                                                                                     |
|                                                                                       | goals | 3' (e.d.) Moisés García 9' Hovhannes Hambardzumyan 69' Tigran Barseghyan 75' Gegam Kadimyan |
| - Debuut van Sergei Avagimyan (Ararat FC) en David Hakobyan (Shirak FC) voor Armenië. |       |                                                                                             |

FFA · A-internationals · Bondscoaches · Statistieken · Armeens vrouwenelftal · Armenië U21 · Armenië U20 · Armenië U19 · Armenië U18 · Armenië U17 · Armenië U16
1992 – 1999 ·
2000 – 2009 ·
2010 – 2019 ·
2020 – 2029
1992 ·
1993 · 
1994 ·
1995 ·
1996 ·
1997 ·
1998 ·
1999 ·
2000 ·
2001 ·
2002 ·
2003 ·
2004 ·
2005 ·
2006 ·
2007 ·
2008 ·
2009 ·
2010 ·
2011 ·
2012 ·
2013 ·
2014 ·
2015 ·
2016 ·
2017 ·
2018 ·
2019 ·
2020 ·
2021 ·
2022 ·
2023 ·
2024
Albanië ·
Algerije ·
Andorra ·
België ·
Bosnië en Herzegovina ·
Bulgarije ·
Canada ·
Chili ·
Cyprus ·
Denemarken ·
Duitsland ·
Ecuador ·
El Salvador ·
Estland ·
Faeröer ·
Finland ·
Frankrijk ·
Georgië ·
Gibraltar ·
Griekenland ·
Guatemala ·
Hongarije ·
Ierland ·
IJsland ·
Iran ·
Israël ·
Italië ·
Jordanië ·
Kazachstan ·
Koeweit ·
Kosovo ·
Kroatië ·
Letland ·
Libanon ·
Liechtenstein ·
Litouwen ·
Luxemburg ·
Malta ·
Marokko ·
Moldavië ·
Montenegro ·
Nederland ·
Noord-Ierland ·
Noord-Macedonië ·
Noorwegen ·
Oekraïne ·
Oezbekistan ·
Panama ·
Paraguay ·
Peru ·
Polen ·
Portugal ·
Roemenië ·
Rusland ·
Saint Kitts en Nevis ·
Schotland ·
Servië ·
Slovenië ·
Slowakije ·
Spanje ·
Tsjechië ·
Turkije ·
Turkmenistan ·
Verenigde Arabische Emiraten ·
Verenigde Staten ·
Wales ·
Wit-Rusland ·
Zweden
FSF · A-internationals · Selecties · Bondscoaches · Statistieken · Salvadoraans vrouwenelftal ·  
Olympisch elftal · El Salvador U21 · El Salvador U19 · El Salvador U17
1920 – 1929 · 
1930 – 1939 · 
1940 – 1949 · 
1950 – 1959 · 
1960 – 1969 · 
1970 – 1979 · 
1980 – 1989 · 
1990 – 1999 · 
2000 – 2009 · 
2010 – 2019 ·
2020 − 2029
Gold Cup 1991 · 
Gold Cup 1993 · 
Gold Cup 1996 · 
Gold Cup 1998 · 
Gold Cup 2000 · 
Gold Cup 2002 · 
Gold Cup 2003 · 
Gold Cup 2005 · 
Gold Cup 2007 · 
Gold Cup 2009 · 
Gold Cup 2011 · 
Gold Cup 2013
WK 1970 · 
WK 1982
OS 1968
1921 · 
1922–1927 · 
1928 · 
1929 · 
1930 · 
1931–1934 · 
1935 · 
1936–1937 · 
1938 · 
1939–1940 · 
1941 · 
1942 · 
1943 · 
1944–1945 · 
1946 · 
1947 · 
1948 · 
1949 · 
1950 · 
1951–1952 · 
1953 · 
1954 · 
1955 · 
1955–1960 · 
1961 · 
1962 · 
1963 · 
1964 · 
1965 · 
1966 · 
1967 · 
1968 · 
1969 · 
1970 · 
1971 · 
1972 · 
1973 · 
1974 · 
1975 · 
1976 · 
1977 · 
1978 · 
1979 · 
1980 · 
1981 · 
1982 · 
1983 · 
1984 · 
1985 · 
1986 · 
1987 · 
1988 · 
1989 · 
1990 · 
1991 · 
1992 · 
1993 · 
1994 · 
1995 · 
1996 · 
1997 · 
1998 · 
1999 · 
2000 · 
2000 · 
2001 · 
2002 · 
2003 · 
2004 · 
2005 · 
2006 · 
2007 · 
2008 · 
2009 · 
2010 · 
2011 · 
2012 · 
2013 ·
2014 ·
2015 ·
2016 ·
2017 ·
2018 ·
2019 ·
2020 ·
2021 ·
2022 ·
2023
Amerikaanse Maagdeneilanden ·
Anguilla ·
Antigua en Barbuda ·
Argentinië ·
Armenië ·
Aruba ·
Barbados ·
België ·
Belize ·
Bermuda ·
Bolivia ·
Brazilië ·
Canada ·
Chili ·
China ·
Colombia ·
Costa Rica ·
Cuba ·
Curaçao ·
Dominicaanse Republiek ·
Ecuador ·
Estland ·
GOS ·
Grenada ·
Griekenland ·
Guatemala ·
Guyana ·
Haïti ·
Honduras ·
Hongarije ·
IJsland ·
Ivoorkust ·
Jamaica ·
Japan ·
Joegoslavië ·
Kaaimaneilanden ·
Mexico ·
Moldavië · 
Montserrat ·
Nederlandse Antillen ·
Nicaragua ·
Nieuw-Zeeland ·
Panama ·
Paraguay ·
Peru ·
Puerto Rico ·
Qatar ·
Rusland ·
Saint Kitts en Nevis ·
Saint Lucia ·
Saint Vincent en de Grenadines ·
Sovjet-Unie ·
Spanje ·
Suriname ·
Trinidad en Tobago ·
Venezuela ·
Verenigde Staten ·
Zuid-Korea